# Pierre-Asthasie-Théodore Sentiès
Pierre-Asthasie-Théodore Sentiès né le 23 février 1801 à Paris et mort le 30 novembre 1875 à Dieppe est un peintre français.

## Biographie
Pierre-Asthasie-Théodore Sentiès est le fils de Joseph Sentiès et de Marie Pelissier. Son frère aîné Adrien Félix Sentiès est professeur de dessin.
Peintre de portraits et d'histoire, il est élève à l'École des beaux-arts dans l'atelier du baron Gros. En 1823, il obtient le prix de demi-figure peinte, et le prix de composition en 1825.
Son fils Félix Alphonse Gustave Sentiès est photographe.
Il meurt le 30 novembre 1875 à Dieppe.